# Jõgeva (obec)
Obec Jõgeva (estonsky Jõgeva vald) je samosprávná obec náležející do estonského kraje Jõgevamaa, zahrnující sídla v okolí města Jõgeva.

## Obyvatelstvo
V obci žije přes třináct tisíc lidí ve městě Jõgeva, sedmi městečkách Jõgeva, Kuremaa, Laiuse, Palamuse, Sadala, Siimusti, Torma a vesnicích Alavere, Änkküla, Eerikvere, Ehavere, Ellakvere, Endla, Härjanurme, Imukvere, Iravere, Järvepera, Jõune, Kaarepere, Kaave, Kaera, Kaiavere, Kantküla, Kärde, Kassinurme, Kassivere, Kaude, Kivijärve, Kivimäe, Kodismaa, Koimula, Kõnnu, Kõola, Kudina, Kurista, Laiusevälja, Leedi, Lemuvere, Liikatku, Liivoja, Lilastvere, Lõpe, Luua, Mõisamaa, Mooritsa, Mullavere, Näduvere, Nava, Ookatku, Oti, Õuna, Paduvere, Painküla, Pakaste, Palupere, Patjala, Pedja, Pikkjärve, Pööra, Praaklima, Rääbise, Raadivere, Raaduvere, Rahivere, Rassiku, Reastvere, Rohe, Ronivere, Saduküla, Sätsuvere, Selli, Soomevere, Sudiste, Süvalepa, Tähkvere, Tealama, Teilma, Tõikvere, Tooma, Toovere, Tuimõisa, Vägeva, Vaiatu, Vaidavere, Vaimastvere, Väljaotsa, Vana-Jõgeva, Vanamõisa, Vanavälja, Varbevere, Vilina, Viruvere, Visusti, Võduvere, Võidivere a Võikvere. Správním centrem obce je město Jõgeva.